# Ministerium für Gesundheitspflege und Soziale Dienste der Vereinigten Staaten

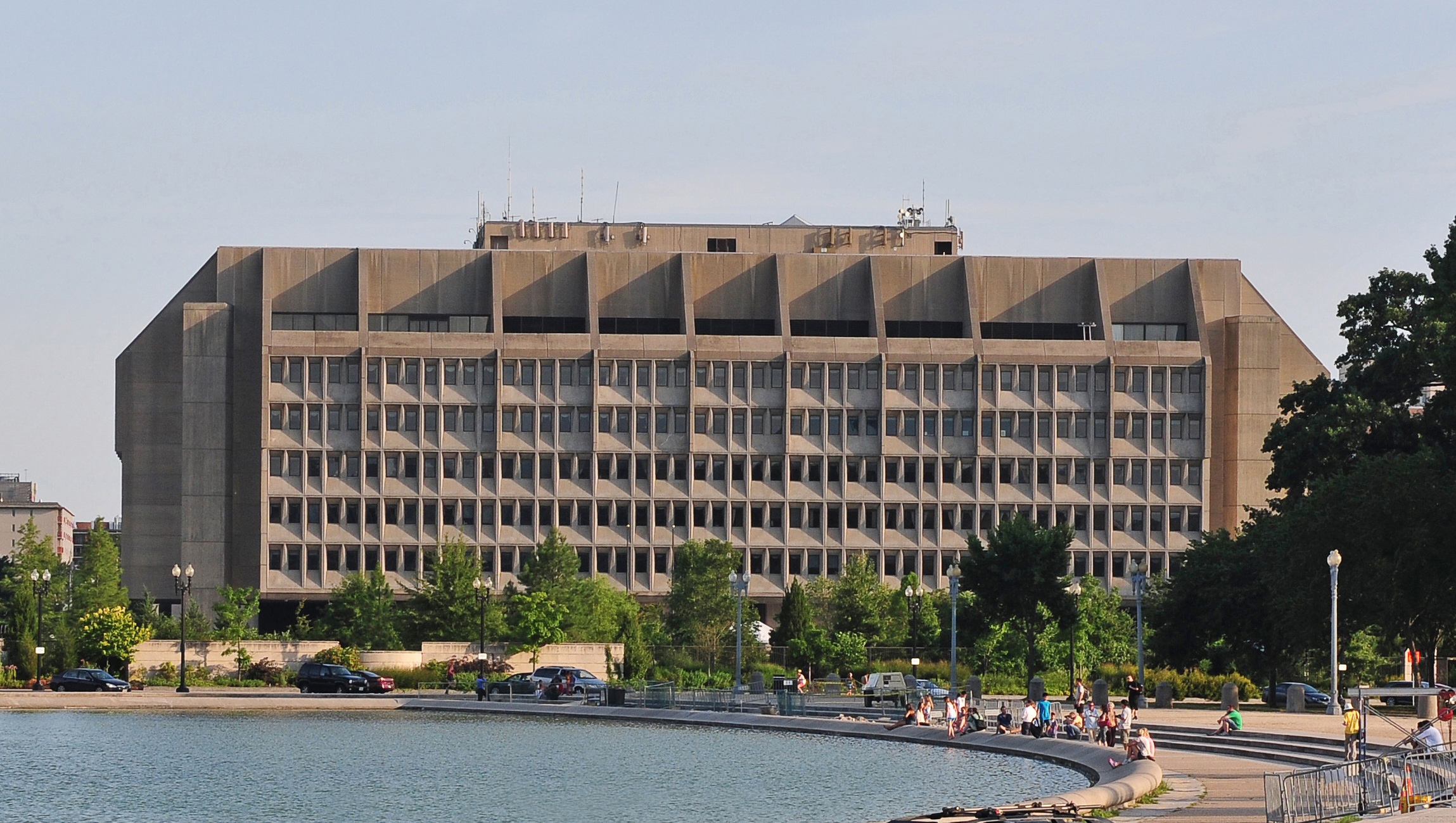
Hauptsitz in Washington, D. C.

Das Ministerium für Gesundheitspflege und Soziale Dienste der Vereinigten Staaten (englisch United States Department of Health and Human Services, abgekürzt HHS) stellt das amerikanische Gesundheitsministerium dar und bildet einen Teil der US-Bundesregierung.
Aufgabe des Ministeriums ist, „Gesundheit und Wohlergehen aller US-Bürger zu fördern und zu schützen, indem es leistungsfähige medizinische und humanitäre Dienste bereitstellt und medizinische Forschung, öffentliche Gesundheit und soziale Dienste adäquat unterstützt.“ Wichtigste untergeordnete Behörde ist der U.S. Public Health Service, der dem Surgeon General of the United States untersteht und eine militärische Organisationsform hat. Sitz des Ministeriums ist Washington, D.C.
Es wurde durch den Department of Education Organization Act geschaffen und nahm am 4. Mai 1980 zusammen mit dem ebenfalls neu gegründeten Bildungsministerium die Arbeit auf. Die Aufgaben des Ministeriums waren bis zur Verabschiedung des Bundesgesetzes 1979 im Gesundheits-, Bildungs- und Wohlfahrtsministerium eingegliedert. Das Ministerium wird vom Gesundheitsminister der Vereinigten Staaten geführt.
Das Gesundheitsministerium hat unter den US-Ministerien das größte Budget, noch vor dem Verteidigungsministerium, liegt aber hinsichtlich der Anzahl der Mitarbeiter nur im Mittelfeld.

## Unterstellte Behörden
- Administration for Children and Families (ACF)
- Administration for Community Living (ACL)
- Agency for Healthcare Research and Quality (AHRQ)
- Agency for Toxic Substances and Disease Registry (ATSDR)
- Centers for Disease Control and Prevention (CDC)
- Centers for Medicare and Medicaid Services (CMS)
- Food and Drug Administration (FDA)
- Health Resources and Services Administration (HRSA)
- Indian Health Service (IHS)
- National Institutes of Health (NIH)
- Substance Abuse and Mental Health Services (SAMHSA)

## Liste der US-Gesundheitsminister
| Nr. | Bild | Name                              | Amtszeit                            | Präsidentschaft |
| --- | ---- | --------------------------------- | ----------------------------------- | --------------- |
| 1   |      | Patricia Roberts Harris           | 3. August 1979–20. Januar 1981      | Jimmy Carter    |
| 2   |      | Richard Schultz Schweiker         | 22. Januar 1981–3. Februar 1983     | Ronald Reagan   |
| 3   |      | Margaret Mary Heckler             | 9. März 1983–13. Dezember 1985      | Ronald Reagan   |
| 4   |      | Otis Ray Bowen                    | 13. Dezember 1985–20. Januar 1989   | Ronald Reagan   |
| 5   |      | Louis Wade Sullivan               | 1. März 1989–20. Januar 1993        | George Bush     |
| 6   |      | Donna Edna Shalala                | 22. Januar 1993–20. Januar 2001     | Bill Clinton    |
| 7   |      | Tommy George Thompson             | 2. Februar 2001–26. Januar 2005     | George W. Bush  |
| 8   |      | Michael Okerlund Leavitt          | 26. Januar 2005–19. Januar 2009     | George W. Bush  |
| 9   |      | Kathleen Gilligan Sebelius        | 28. April 2009–9. Juni 2014         | Barack Obama    |
| 10  |      | Sylvia Mary Mathews Burwell       | 9. Juni 2014–20. Januar 2017        | Barack Obama    |
| -   |      | Norris Cochran (kommissarisch)    | 20. Januar 2017–10. Februar 2017    | Donald Trump    |
| 11  |      | Thomas Edmunds Price              | 10. Februar 2017–29. September 2017 | Donald Trump    |
| -   |      | Don J. Wright (kommissarisch)     | 29. September 2017–10. Oktober 2017 | Donald Trump    |
| -   |      | Eric D. Hargan (kommissarisch)    | 10. Oktober 2017–28. Januar 2018    | Donald Trump    |
| 12  |      | Alex Michael Azar                 | 29. Januar 2018 – 20. Januar 2021   | Donald Trump    |
| -   |      | Norris W. Cochran (kommissarisch) | 20. Januar 2021 – 19. März 2021     | Joe Biden       |
| 13  |      | Xavier Becerra                    | 9. März 2021 – 20. Januar 2025      | Joe Biden       |
| -   |      | Dorothy Fink (kommissarisch)      | 20. Januar 2025 – 13. Februar 2025  | Donald Trump    |
| 14  |      | Robert Francis Kennedy Jr.        | ab 13. Februar 2025                 | Donald Trump    |